# Forcipomyia flavifemoris
Forcipomyia flavifemoris är en tvåvingeart som beskrevs av John William Scott Macfie 1940. Forcipomyia flavifemoris ingår i släktet Forcipomyia och familjen svidknott.
Artens utbredningsområde är Guyana. Inga underarter finns listade i Catalogue of Life.